# Aero Vodochody

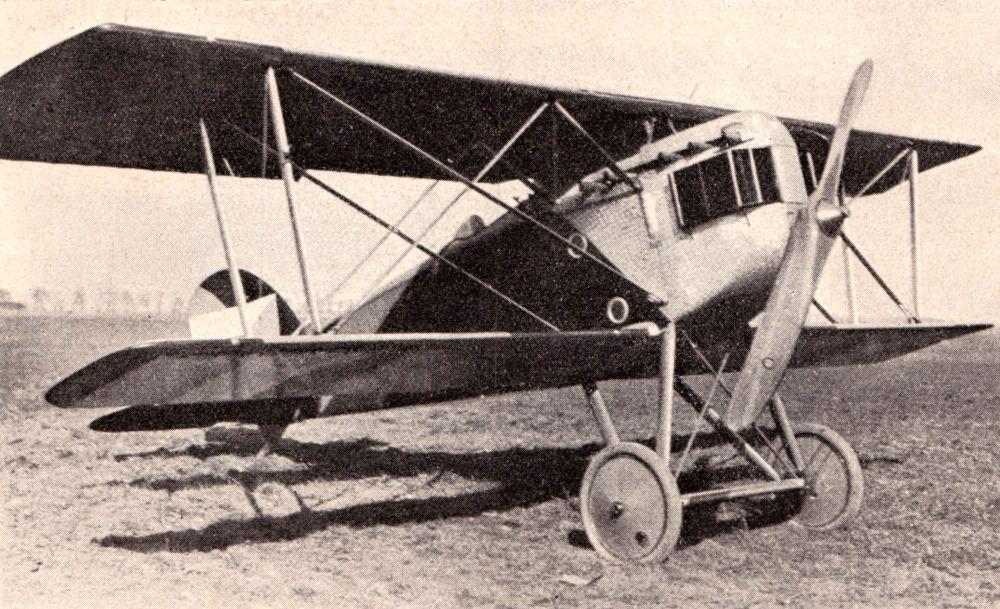
Aero A-18

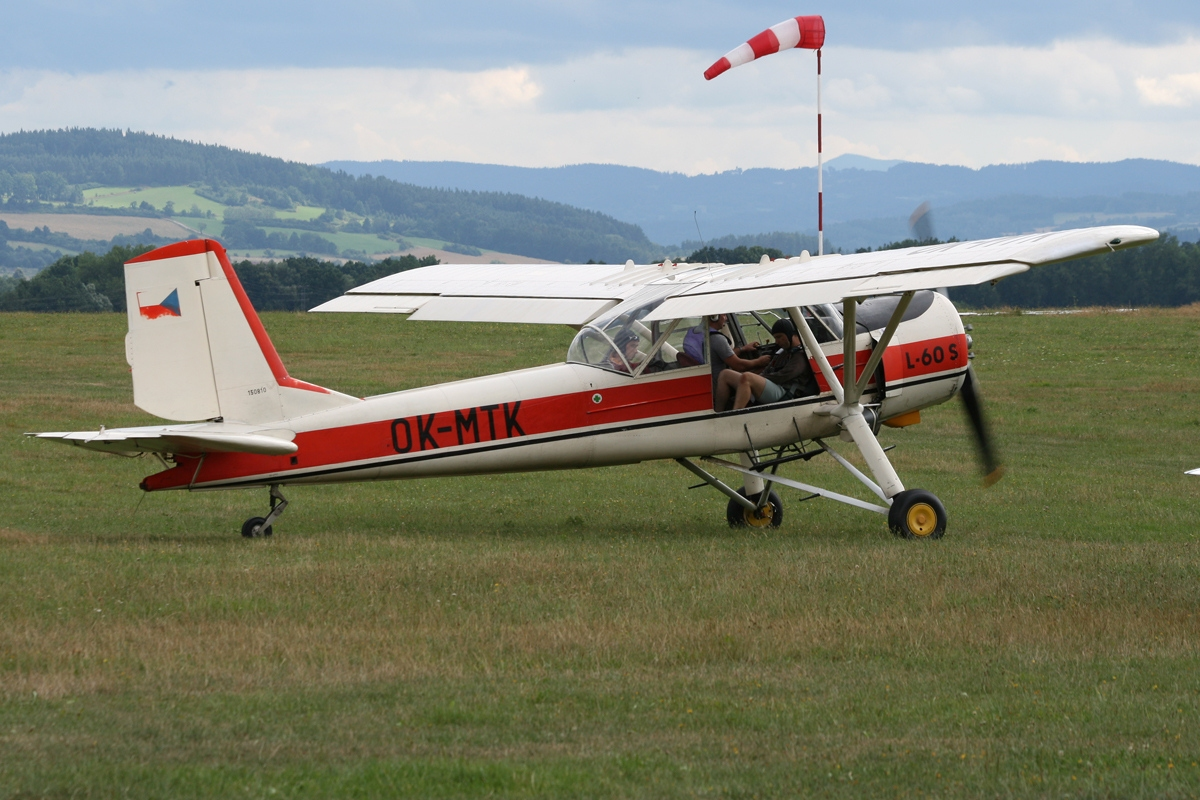
Aero L-60 Brigadyr

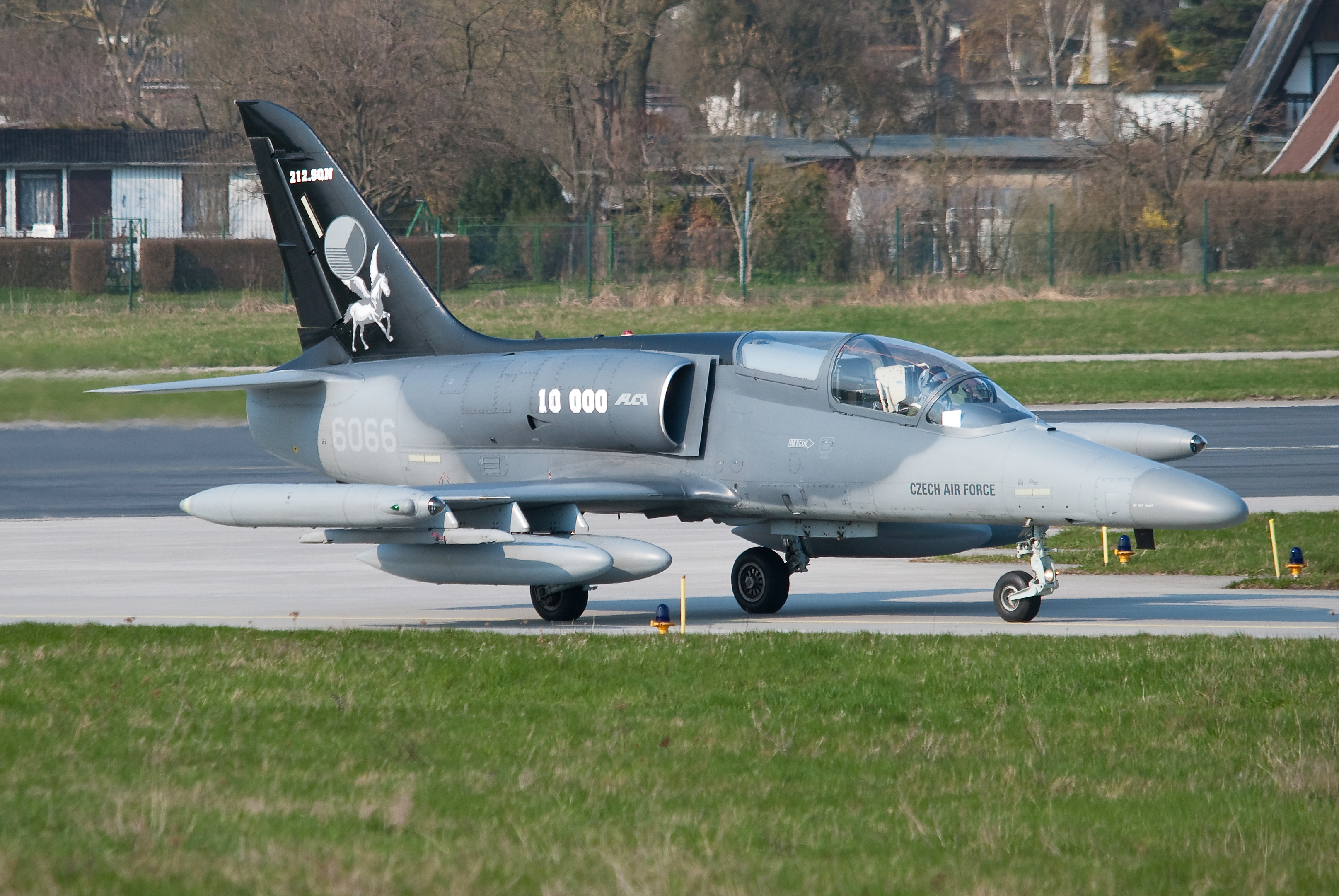
Aero L-159 Alca

Aero Vodochody (znana również jako Aero) – czeskie (wcześniej czechosłowackie) przedsiębiorstwo produkujące samoloty, zlokalizowane koło miejscowości Vodochody w powiecie Praga-Wschód.
Od października 2022 r. przedsiębiorstwo należy pośrednio do Węgier.

## Samoloty Aero

### Projekty przedwojenne
- Aero A-10
- Aero A-11
- Aero A-12
- Aero A-14
- Aero A-17
- Aero A-18
- Aero A-19
- Aero A-20
- Aero A-21
- Aero A-25
- Aero A-22
- Aero A-23
- Aero A-24
- Aero A-26
- Aero A-29
- Aero A-30
- Aero A-32
- Aero A-35
- Aero A-38
- Aero A-100
- Aero MB.200 (Bloch MB.200)
- Aero A.204
- Aero A-300
- Aero A-304

### Projekty powojenne
- Aero 45
- Aero L-60 Brigadyr
- Aero L-29 Delfin
- Aero L-39 Albatros (i rozwinięcia: L-59, L-139)
- Aero L-159 Alca
- Aero Ae 270 Ibis